# Violet Lindsay
Marion Margaret Violet Lindsay, duchessa di Rutland (Haigh, 7 marzo 1856 – Londra, 22 dicembre 1937), è stata un'artista inglese.

## Biografia
Era la figlia più giovane di Charles Hugh Lindsay, e di sua moglie, Emilia Anne Browne. Suo padre era un figlio minore di James Lindsay, XXIV conte di Crawford mentre sua madre era una figlia di Montague Browne, decano di Lismore.
I primi segni del suo talento artistico vennero a galla quando era molto giovane. La sua famiglia la sostenne e fu per molto tempo in Italia. Tuttavia, non ha mai ricevuto alcuna lezione.
Fu una dei primi espositori e scultrice della nuova Galleria Grosvenor di Sir Coutts (aperto nel 1877), e ha continuato a esporre in tutte le maggiori gallerie inglesi (tra cui la Fine Art Society, la Royal Academy e la Nuova Galleria), così come in Francia e negli Stati Uniti.

## Matrimonio
Sposò, il 25 novembre 1882, Henry John Manners Brinsley (1852-1925). Ebbero cinque figli:
- Lady Victoria Marjorie Harriet Manners (20 dicembre 1883-3 novembre 1946), sposò Charles Paget, VI marchese di Anglesey, ebbero sei figli;
- Robert Charles John Manners, Lord Haddon (8 agosto 1885-28 settembre 1894);
- John Manners, IX duca di Rutland (21 settembre 1886-22 aprile 1940);
- Lady Violet Catherine Manners (24 aprile 1888-23 dicembre 1971), sposò in prime nozze, Hugo Charteris, ebbero due figli, e in seconde nozze, Guy Benson[4], ebbero tre figli;
- Lady Diana Olivia Winifred Maud Manners (29 agosto 1892-16 giugno 1986), sposò Cooper Duff, I visconte di Norwich, ebbero un figlio[4].

Alcune voci sostengono che Montague Corry, I barone di Rowton (1838-1903), ex segretario privato di Disraeli, fosse il padre di Violet, mentre che Harry Cust (Henry John Cockayne, 1861-1917) fosse il padre di Diana.
Marito e moglie avevano poco in comune; il bel Henry era un politico conservatore mentre Violet veniva descritta come "bohémien". La coppia si muoveva anche in diversi circoli sociali, poiché a lui piaceva cacciare e lei perseguiva interessi più intellettuali. Henry divenne marchese di Granby nel 1888. Nel 1906 successe a suo padre come duca di Rutland. Durante la prima guerra mondiale, la duchessa convertì la sua casa londinese al 16 di Arlington Street in un ospedale. Sua figlia Diana prestò servizio come infermiera. Il genero di Violet, Hugo Charteris, Lord Elcho, morì durante la guerra, anche se il suo unico figlio sopravvissuto fu risparmiato dal combattere al fronte.

## Carriera artistica
Violet è stata educata privatamente e la sua famiglia incoraggiò il suo interesse per l'arte. Sebbene non avesse una formazione artistica, trascorse un periodo significativo in Italia. Nel 1877 espose alcuni dei suoi disegni e sculture alla Grosvenor Gallery, aperta da suo cugino Coutts Lindsay. Si considerava una professionista, ma il suo grado e il suo genere la limitavano; molti la consideravano semplicemente una dilettante. I suoi lavori di maggior successo erano incentrati sulla rappresentazione dei membri della sua cerchia sociale. Durante la sua vita, le opere di Violet furono esposte nelle principali gallerie d'arte britanniche come la Royal Academy of Arts e la New Gallery, e anche all'estero negli Stati Uniti e in Francia. Espose il suo lavoro al Palazzo delle Belle Arti alla World's Columbian Exposition del 1893 a Chicago.
Violet era un'amica dello scultore scozzese William Reid Dick e lo aiutò a ottenere molte commissioni aristocratiche. Dopo la morte del figlio maggiore nel 1894 all'età di nove anni, Violet in lutto iniziò a scolpire; una delle sue opere è stata esposta sulla tomba del ragazzo nel castello di Belvoir. Nel 1900 pubblicò Portraits of Men and Women, una selezione di ritratti che ritraevano membri della sua cerchia sociale.
Era un membro di spicco di The Souls, un circolo sociale aristocratico che prediligeva le attività intellettuali e i gusti artistici d'avanguardia. La rivista femminile contemporanea The Lady's Realm ha affermato che Violet era "la 'regina' riconosciuta della società", che, come uno dei suoi membri originali, possedeva "la bellezza, [una] abilità insolita in tutte le abilità artistiche, e [ 9] comprensione delle questioni sociali ed economiche [che] l'hanno contraddistinta fin dall'inizio come leader".
Era una bellezza nota, così come sua figlia Lady Diana. La duchessa è stata dipinta in numerose occasioni da James Jebusa Shannon e George Frederic Watts. Lo storico KD Reynolds scrive che la sua bellezza "era del tipo più ammirato dai Souls. I suoi capelli ramati, la carnagione pallida, gli occhi socchiusi e la figura molto snella erano invariabilmente messi in risalto dai suoi abiti in stile estetico dai colori sbiaditi e drappeggi morbidi."
Ha tenuto uno studio presso la tenuta Rutland di Bute House. Dopo la morte del marito, Violet si trasferì a Belgrave Square, a Londra, e costruì un nuovo studio. Ha continuato ad esporre le sue opere fino alla morte; la sua ultima mostra fu nel novembre 1937.

## Morte
Il duca di Rutland morì nel 1925. La duchessa a casa sua il 22 dicembre 1937 dopo un intervento chirurgico e fu sepolta a Belvoir Castle.

## Galleria d'immagini

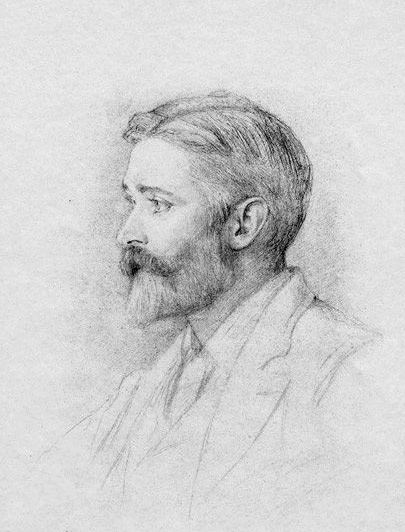
Henry Manners
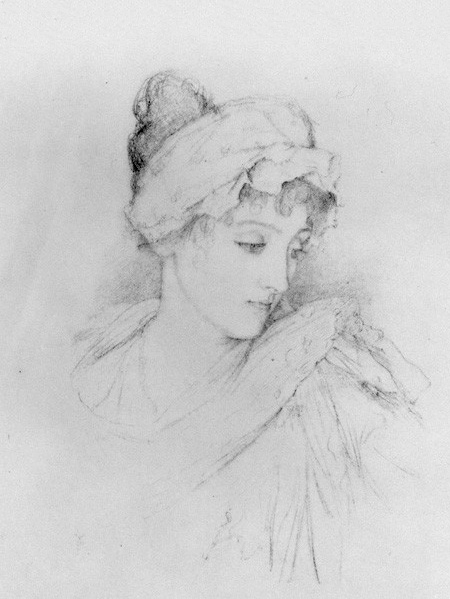
Litografia di Norah Lindsay di Violet Manners, 1897
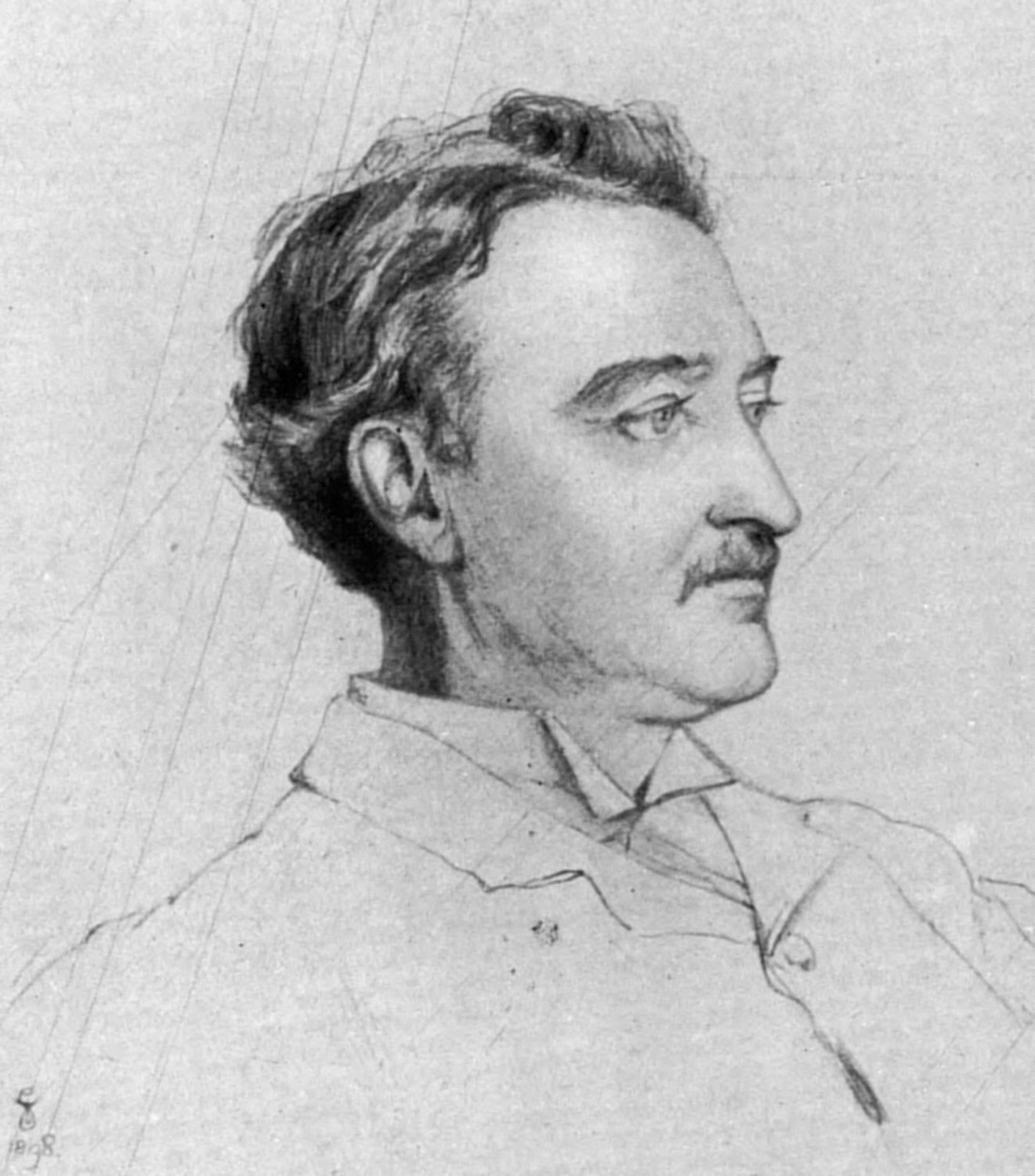
Schizzo di Cecil Rhodes